# Meg Ryan
Meg Ryan (született: Margaret Mary Emily Anne Hyra) (Fairfield, 1961. november 19. –) amerikai színésznő, filmproducer.
Színészi pályafutását kisebb szerepekkel kezdte az 1980-as évek elején, majd 1982-ben csatlakozott az As the World Turns című szappanopera szereplőgárdájához. Az évtized közepétől feltűnt a Top Gun (1985) és Az ígéret földje (1987) című filmekben, ezt követően Rob Reiner Harry és Sally (1989) című romantikus vígjátéka hozta el számára első Golden Globe-jelölését.
Az 1990-es évektől, immár sikeres színésznőként játszott A szerelem hullámhosszán (1993), a Ha a férfi igazán szeret (1994), a Francia csók (1995), az Angyalok városa (1998), A szerelem hálójában (1998) és a Kate és Leopold (2001) című romantikus filmekben, két további Golden Globe-jelölést szerezve.
Egyéb filmes műfajokban is kipróbálta magát: szerepelt a The Doors (1991) című életrajzi filmben, a Túszharc (2000) című akcióthrillerben és a Nők (2008) című vígjáték-drámában. Az 1997-es Anasztázia című animációs filmben a címszereplő eredeti hangját kölcsönözte.
2015-ben debütált rendezőként Ithaca című drámájával, melyben főszerepet is alakít.

## Élete és pályafutása
A Connecticut állambeli Fairfieldben született. Újságírónak készült, a New York-i egyetem publicisztikai szakára jelentkezett. Egyetemi évei alatt modellként kezdett el dolgozni. A Vérbeli hajsza (1987) című vígjáték forgatásán ismerkedett meg Dennis Quaiddel, akivel aztán 1991-ben összeházasodott. Egy évre rá született meg kisfiuk.
Ryan első filmes szerepe Candice Bergennel volt az 1981-es Gazdagok és híresek című filmben, s ezután döntött úgy, hogy az újságírás helyett inkább a színészetet választja. Rendszeresen szerepelt a mindennap játszott As the World Turns című szappanoperában, 1984-ig.
Az 1983-as A téboly háza című filmje után jött a Top Gun (1986). A hírnevet az 1989-es Harry és Sally című film hozta meg számára, melyben főszerepet játszott Billy Crystallel.
Az 1990-es évek elejét sikeres filmjei jellemezték, mint a Ha a férfi igazán szeret és a Francia csók (1995), míg az Előjáték egy csókhoz (1992) és az I. Q. – A szerelem relatív (1994) nem sikerültek jól.
2001-ben jött a Kate és Leopold Hugh Jackman oldalán. 2003-ban Mark Ruffalo társaságában elkészült a Nyílt seb című thriller, melyet 2004-ben a Sarokba szorítva című film követett. Pár év kihagyás után szerepelt A nők hálójában (2007) és a Nők (2008) című filmekben.

## Magánélete
1991. február 14-én feleségül ment Dennis Quaid színészhez. Egy közös gyermekük van, Jack Quaid, aki 1992. április 24-én született. 2000 júniusában bejelentették különválásukat, majd 2001 júliusában véglegesítették a válást.
2000-ben a színésznő Russell Crowe-val került romantikus kapcsolatba, miközben a Túszharc című filmjükön dolgoztak. 2006 januárjában Ryan örökbe fogadott egy 14 hónapos kínai kislányt, aki a Daisy True nevet kapta.
2010 és 2014 között John Mellencamp amerikai énekes-dalszerzővel élt párkapcsolatban. Szakításukat követően 2017-ben újra összejöttek, 2018. november 8-án bejelentették eljegyzésüket. 2019-ben viszont ismét szakítottak.

## Filmográfia

### Film
| Év   | Magyar cím                 | Eredeti cím              | Szerep                                           | Magyar hang        |
| ---- | -------------------------- | ------------------------ | ------------------------------------------------ | ------------------ |
| 1981 | Gazdagok és híresek        | Rich and Famous          | Debby Blake                                      | Dögei Éva          |
| 1983 | A téboly háza              | Amityville 3-D           | Lisa                                             |                    |
| 1986 | Top Gun                    | Top Gun                  | Carole Bradshaw                                  | Tallós Rita        |
| 1986 | Top Gun                    | Top Gun                  | Carole Bradshaw                                  | Ábel Anita         |
| 1986 | Fegyvere van, veszélyes    | Armed and Dangerous      | Maggie Cavanaugh                                 | Györgyi Anna       |
| 1987 | Az ígéret földje           | Promised Land            | Beverly "Bev" Sykes                              | Németh Kriszta     |
| 1987 | Vérbeli hajsza             | Innerspace               | Lydia Maxwell                                    | Balogh Erika       |
| 1988 | Holtan érkezett            | D.O.A.                   | Sydney Fuller                                    | Györgyi Anna       |
| 1988 | Bűntény a támaszponton     | The Presidio             | Donna Caldwell                                   | Kováts Adél        |
| 1989 | Harry és Sally             | When Harry Met Sally...  | Sally Albright                                   | Tóth Enikő         |
| 1989 | Harry és Sally             | When Harry Met Sally...  | Sally Albright                                   | Szinetár Dóra      |
| 1990 | Joe és a vulkán            | Joe Versus the Volcano   | DeDe / Angelica Graynamore / Patricia Graynamore | Orosz Helga        |
| 1990 | Joe és a vulkán            | Joe Versus the Volcano   | DeDe / Angelica Graynamore / Patricia Graynamore | Gubás Gabi         |
| 1991 | The Doors                  | The Doors                | Pamela Courson                                   | Szinetár Dóra      |
| 1992 | Előjáték egy csókhoz       | Prelude to a Kiss        | Rita Boyle                                       | Györgyi Anna       |
| 1993 | A szerelem hullámhosszán   | Sleepless in Seattle     | Annie Reed                                       | Györgyi Anna       |
| 1993 | Hús és vér                 | Flesh and Bone           | Kay Davies                                       | Balázs Ágnes       |
| 1994 | Ha a férfi igazán szeret   | When a Man Loves a Woman | Alice Green                                      | Básti Juli         |
| 1994 | I. Q. – A szerelem relatív | I.Q.                     | Catherine Boyd                                   | Kiss Erika         |
| 1995 | Francia csók               | French Kiss              | Kate                                             | Kisfalvi Krisztina |
| 1995 | Változások kora            | Restoration              | Katharine                                        | Balogh Erika       |
| 1996 | A bátrak igazsága          | Courage Under Fire       | Karen Emma Walden százados                       | Györgyi Anna       |
| 1997 | Meglesni és megszeretni    | Addicted to Love         | Maggie                                           | Udvaros Dorottya   |
| 1997 | Anasztázia                 | Anastasia                | Anasztázia Romanov (hangja)                      | Pápai Erika        |
| 1998 | Angyalok városa            | City of Angels           | Dr. Maggie Rice                                  | Györgyi Anna       |
| 1998 | Zűrzavar                   | Hurlyburly               | Bonnie                                           | Györgyi Anna       |
| 1998 | A szerelem hálójában       | You've Got Mail          | Kathleen Kelly                                   | Györgyi Anna       |
| 2000 | Női vonalak                | Hanging Up               | Eve Mozell Marks                                 | Létay Dóra         |
| 2000 | Túszharc                   | Proof of Life            | Alice Bowman                                     | Györgyi Anna       |
| 2001 | Kate és Leopold            | Kate & Leopold           | Kate McKay                                       | Kisfalvi Krisztina |
| 2003 | Nyílt seb                  | In the Cut               | Frannie Avery                                    | Györgyi Anna       |
| 2004 | Sarokba szorítva           | Against the Ropes        | Jackie Kallen                                    | Kisfalvi Krisztina |
| 2007 | A nők hálójában            | In the Land of Women     | Sarah Hardwicke                                  | Kisfalvi Krisztina |
| 2008 | A trükk                    | The Deal                 | Deidre Heam                                      | Györgyi Anna       |
| 2008 | Anyám új pasija            | My Mom's New Boyfriend   | Martha Durand                                    | Létay Dóra         |
| 2008 | Nők                        | The Women                | Mary Haines                                      | Kiss Erika         |
| 2009 | Rabulejtő szerelem         | Serious Moonlight        | Louise "Lou"                                     | Györgyi Anna       |
| 2016 |                            | Ithaca                   | Mrs. Kate Macauley                               |                    |
| 2023 |                            | What Happens Later       | Willa                                            |                    |

### Televízió
| Év        | Magyar cím         | Eredeti cím                       | Szerep                               | Megjegyzések                                |
| --------- | ------------------ | --------------------------------- | ------------------------------------ | ------------------------------------------- |
| 1982      |                    | As the World Turns                | Betsy Stewart Montgomery Andropoulos | 24 epizód                                   |
| 1982      |                    | ABC Afterschool Special           | Denise                               | 1 epizód                                    |
| 1982      |                    | One of the Boys                   | Jane                                 | visszatérő szereplő                         |
| 1983      |                    | Tattletales                       | önmaga                               | 1 epizód                                    |
| 1984–1985 |                    | Charles in Charge                 | Megan Harper                         | 2 epizód                                    |
| 1985      |                    | Wildside                          | Cally Oaks                           | visszatérő szereplő (6 epizód)              |
| 1990–1991 | A bolygó kapitánya | Captain Planet and the Planeteers | Dr. Blight (hangja)                  | 13 epizód                                   |
| 1997      | Északi fények      | Northern Lights                   | vezető producer                      | tévéfilm                                    |
| 2003      |                    | Tinseltown TV                     | önmaga                               | 1 epizód                                    |
| 2007      | A Simpson család   | The Simpsons                      | Dr. Swanson (hangja)                 | 1 epizód                                    |
| 2008      |                    | Pangea Day                        | önmaga                               | különkiadás                                 |
| 2009      | Félig üres         | Curb Your Enthusiasm              | önmaga                               | 1 epizód                                    |
| 2011–2013 | Web-terápia        | Web Therapy                       | Karen Sharpe                         | - 5 epizód - magyar hangja: - Söptei Andrea |
| 2015      |                    | Fan Girl                          | Mary Farrow                          | tévéfilm                                    |

## Fordítás
- Ez a szócikk részben vagy egészben  a   Meg Ryan című angol Wikipédia-szócikk ezen változatának fordításán alapul.  Az eredeti cikk szerkesztőit annak laptörténete sorolja fel. Ez a jelzés csupán a megfogalmazás eredetét és a szerzői jogokat jelzi, nem szolgál a cikkben szereplő információk forrásmegjelöléseként.